# Mauricio Soria
Mauricio Ronald Soria Portillo (né le 1er juin 1966 à Cochabamba en Bolivie) est un ex footballeur bolivien, qui évoluait au poste de gardien de but reconverti entraîneur.

## Biographie

### Carrière en sélection
Avec l'équipe de Bolivie, il dispute 23 matchs entre 1991 et 2002. Il figure notamment dans le groupe des sélectionnés lors des Copa América de 1991, de 1995 et de 1997.

## Palmarès
Mauricio Soria remporte avec le Club Bolívar le championnat de Bolivie en 1994 et 1996. Sous les couleurs du CD Jorge Wilstermann, il remporte de nouveau ce titre en 2000.
Avec le The Strongest, il remporte également à deux reprises le championnat en 2003 (Ouverture) et en 2003 (Clôture).
En tant qu'entraîneur, il gagne trois nouveaux titres de champions : Clôture 2006 avec Jorge Wilstermann, Ouverture 2007 avec le Real Potosí puis Ouverture 2011 avec The Strongest.